# Hardenbergia perbrevidens
Hardenbergia perbrevidens là một loài thực vật có hoa trong họ Đậu. Loài này được R.J.F.Hend. miêu tả khoa học đầu tiên.